# Escudo de Alella
El escudo de armas de Alella es un símbolo del municipio español de Alella y se describe, según la terminología precisa de la heráldica, por el siguiente blasón:

«Escudo embaldosado: de azur, medio vuelo bajado contornado de plata; la filiera de plata. Al timbre, una corona mural de pueblo.»

## Diseño
La composición del escudo está formada sobre un fondo en forma de cuadrado apoyado sobre una de sus aristas, llamado escudo de ciudad o escudo embaldosado, configuración difundida en Cataluña y otros territorios de la antigua Corona de Aragón y adoptada por la administración en sus especificaciones para el diseño oficial de los municipios de las entidades locales de color azul (azur). Como carga principal aparece una representación heráldica de un medio vuelo bajado, que es un dibujo de un ala con las puntas de las plumas hacia abajo y dibujado mirando al lado contrario del habitual (contornado) de color blanco o gris claro (plata, también llamado argén). El escudo también tiene dibujado una filiera, que es una bordura reducida a un tercio de su grosor, de color blanco o gris claro (plata).
El escudo está acompañado en la parte superior de un timbre en forma de corona mural, que es la adoptada por la Generalidad de Cataluña para timbrar genéricamente a los escudos de los municipios. En este caso, se trata de una corona mural de villa, que básicamente es un lienzo de muralla amarillo (oro) con puertas y ventanas en negro (cerrado de sable), con cuatro torres almenadas, tres de ellas vistas.

## Historia
El Ayuntamiento acordó la adopción del escudo oficial el 30 de junio de 1981 y le comunicaron a la DGAL la intención de adoptar un escudo con el siguiente blasón: De azur, medio vuelo bajado contornado de plata; la filiera de gules. Al timbre, una corona de marqués. Después del estudio por parte del asesor de heráldica del Departamento de Gobernación de Administraciones Locales, Armand de Fluvià, se cambió el color de la filiera a un metal y la corona a una mural de pueblo, ya que el marquesado de Alella fue concedido en 1889, después de la abolición de los señoríos jurisdiccionales. El escudo fue finalmente aprobado el 21 de mayo de 2001 y publicado en el DOGC número 3.400 del 31 del mismo mes.
El medio vuelo bajado, una ala, es la señal tradicional, ya utilizada en escudos de al menos el 1591 como una ala normal y bajada y contornada en escudos a partir de 1611, que además se trata de armas parlantes, haciendo referencia al nombre del pueblo. Desde el año 1975 el ayuntamiento ya utiliza un escudo de azur, con un medio vuelo bajado y contornado de plata.